# Туризм у Білорусі

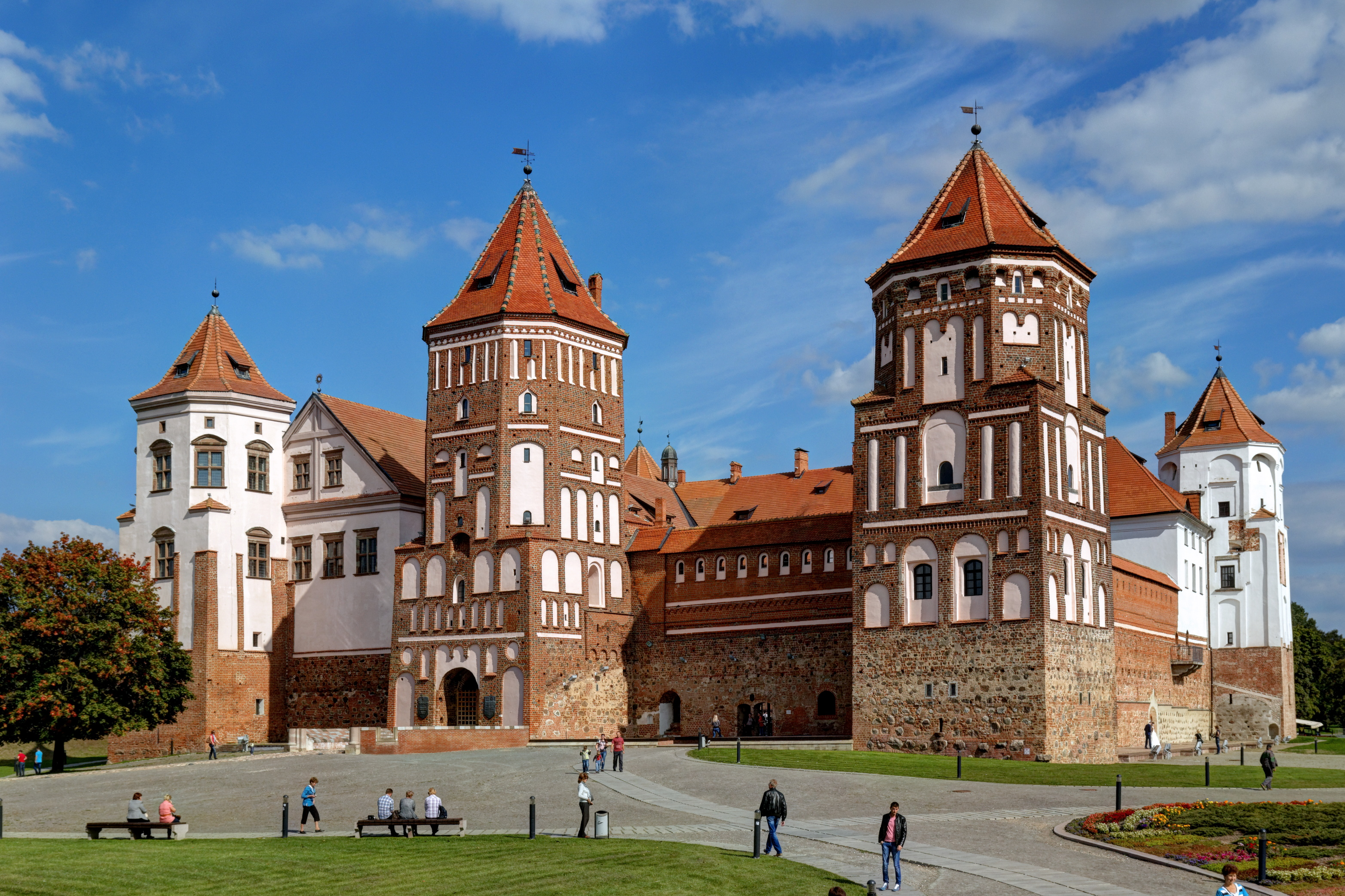
Мірський замок

Розвиток туризму в Республіці Білорусь має три основні напрямки:
- Відвідування пам'яток
- Організація відпочинку в курортних районах (Нароч, Мінське море тощо).

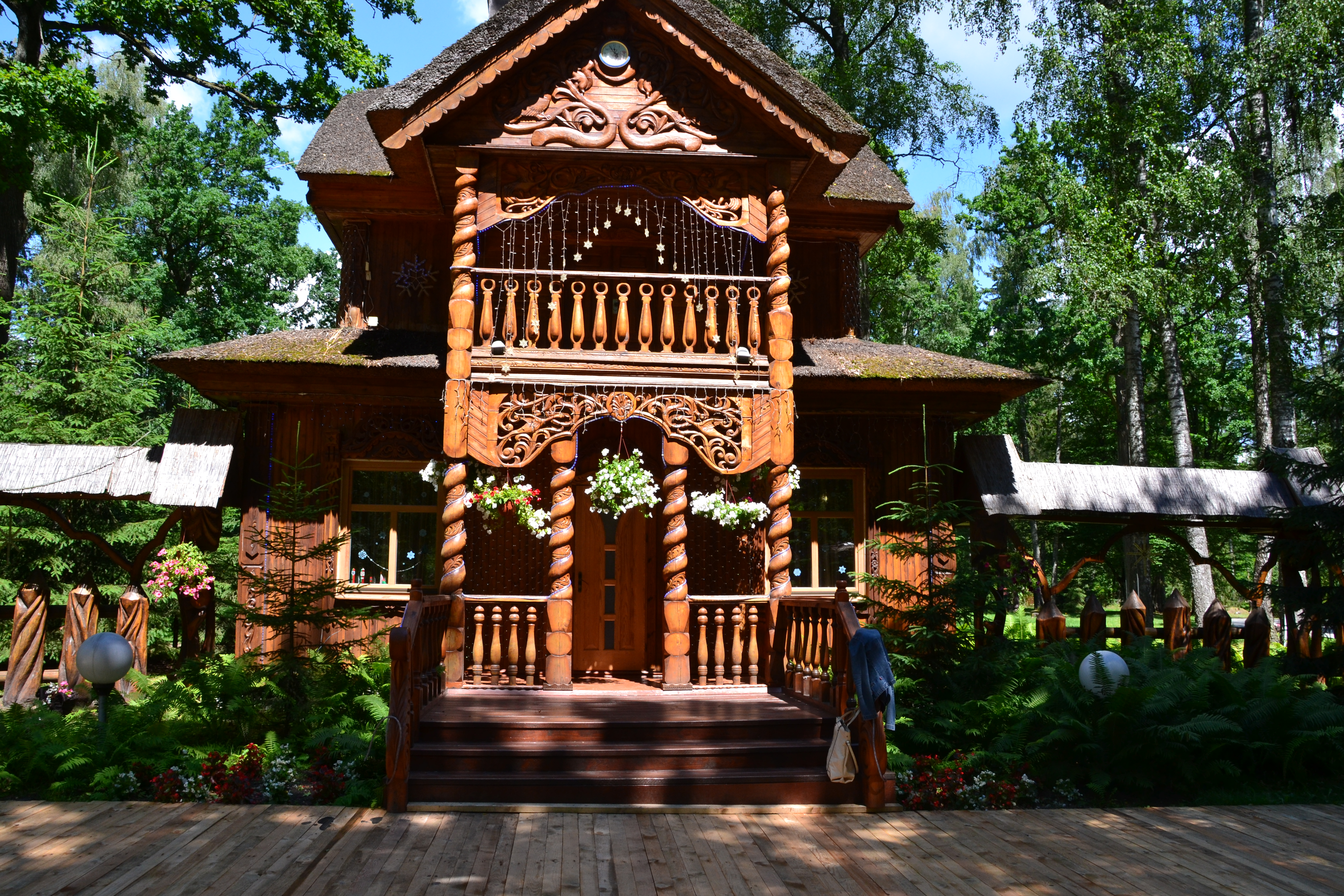
Резиденція білоруського Діда Мороза в Біловезькій пущі

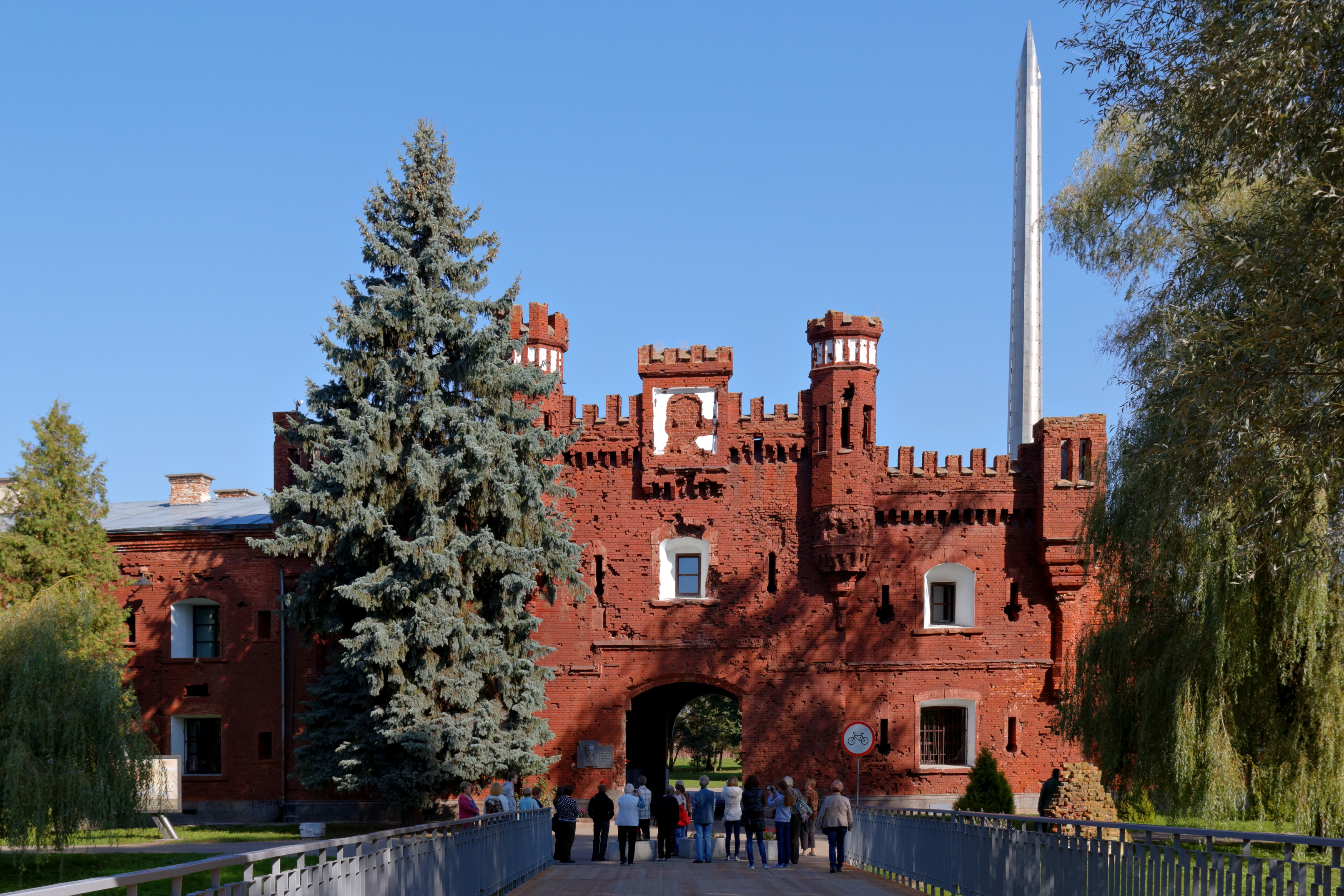
Брестська фортеця

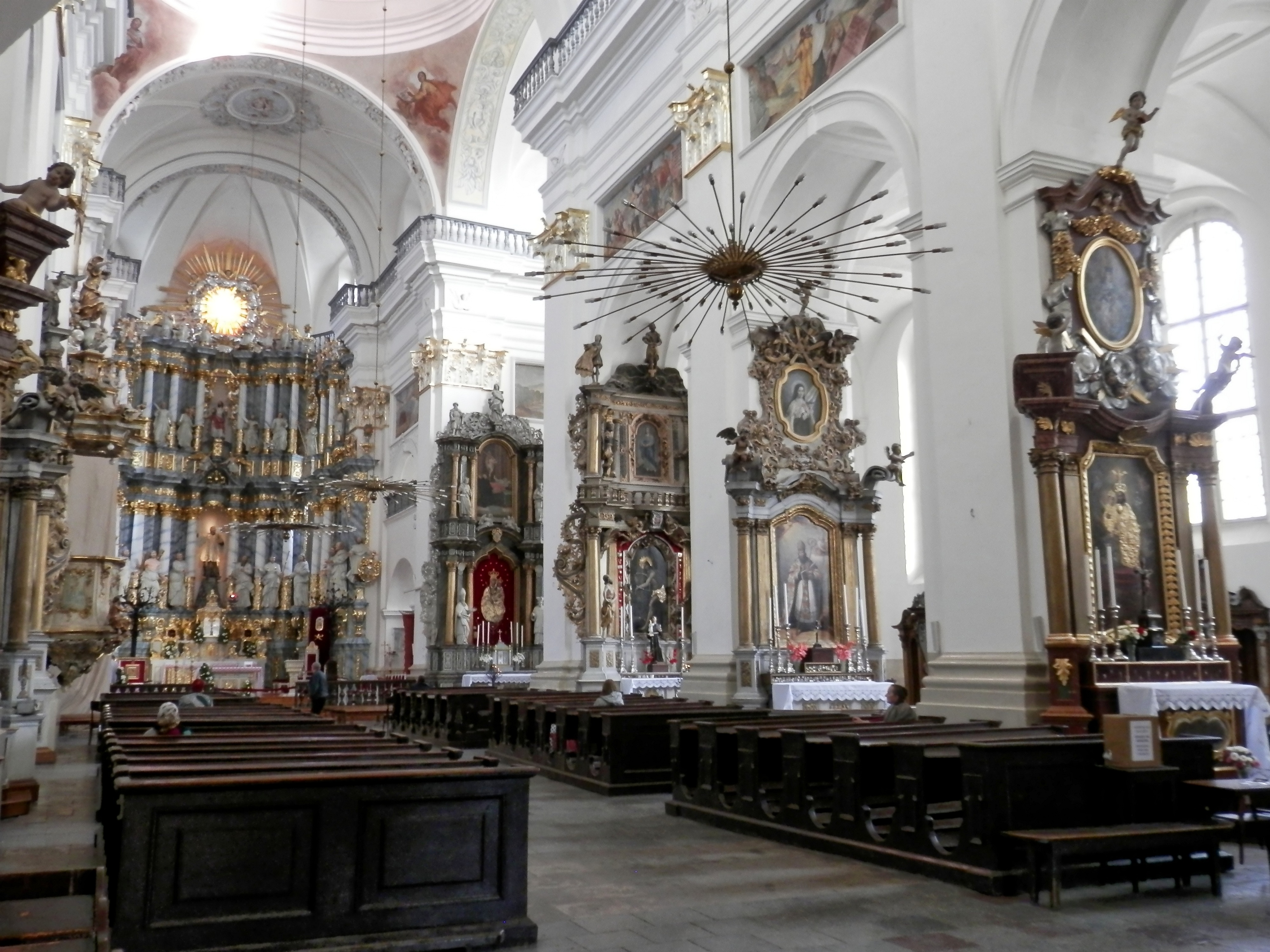
Католицький собор св. Франциска Ксаверія в Гродно

- Еко, агротуризм.

## Основні відомості
|  | На цьому місці має відображатися графік чи діаграма, однак з технічних причин його відображення наразі вимкнено. Будь ласка, не видаляйте код, який викликає це повідомлення. Розробники вже працюють для того, щоби відновити штатне функціонування цього графіка або діаграми. |

|  | На цьому місці має відображатися графік чи діаграма, однак з технічних причин його відображення наразі вимкнено. Будь ласка, не видаляйте код, який викликає це повідомлення. Розробники вже працюють для того, щоби відновити штатне функціонування цього графіка або діаграми. |

У 2010 році діяло 978 екскурсійних маршрутів і турів республікою, понад 300 маршрутів з активним  способом пересування (розроблялися в 2009 році) .
За 2010-2013 рр. чисельність іноземних громадян, які відвідали Білорусію (включаючи транзит і ділові поїздки), зросла з 5,7 до 6,2 млн, з них 4,1 млн - з країн СНД. Громадяни Республіки Білорусь в 2013 році зробили 8,8 млн поїздок за кордон, в тому числі 3,4 млн - в країни СНД ; через відсутність охорони кордону з Росією точний облік поїздок в цьому напрямку відсутній.
За 2012-2018 роки чисельність туристів і екскурсантів, які відвідали Республіку Білорусь в організованому порядку, зросла з 118,7 до 365,3 тис. осіб. Чисельність туристів, які щороку виїжджали за кордон з туристичними цілями, за цей же період зросла з 492,8 до 850,7 тис. осіб :
|                                | 2012  | 2013  | 2014  | 2015  | 2016  | 2017  | 2018  |
| ------------------------------ | ----- | ----- | ----- | ----- | ----- | ----- | ----- |
| Прибуло всього, тис.           | 118,7 | 136,8 | 137,4 | 276,3 | 217,4 | 282,7 | 365,5 |
| в тому числі з країн СНД       | 96    | 114,2 | 115,6 | 252,3 | 179,2 | 198,8 | 213,4 |
| в тому числі з країн поза СНД  | 22,7  | 22,6  | 21,8  | 24    | 38,2  | 83,9  | 152,1 |
| Виїхало всього, тис.           | 492,8 | 708,4 | 740,5 | 738,7 | 495,7 | 727,5 | 850,7 |
| в тому числі в країни СНД      | 157   | 213,3 | 79,9  | 153,5 | 117,8 | 138,4 | 170   |
| в тому числі в країни поза СНД | 335,8 | 495,1 | 660,7 | 585,1 | 377,9 | 589,1 | 680,7 |

Найпопулярніші напрямки виїзного туризму в 2018 році (більше 10 тисяч осіб) :
- Єгипет — 211 962 особи
- Туреччина — 151 393
- Україна — 122 137
- Болгарія — 49 821
- Росія — 47 033
- Іспанія — 32 228
- Польща — 30 245
- Греція — 28 080
- Грузія — 16 380
- Чорногорія — 16 188
- Чехія — 16 031
- Литва — 15 067
- Італія — 13 014
- Кіпр — 10 537

Найпопулярніші напрямки в'їзного туризму в 2018 році (більше 2 тисяч осіб) :
- Росія — 207 416 осіб
- Литва — 59 564
- Польща — 46 305
- Латвія — 11 026
- Україна — 4016
- Німеччина — 3566
- КНР — 3277
- Іспанія — 3175
- Естонія — 2562
- Велика Британія — 2298
- Ізраїль — 2069

## Готелі
У 2018 році в Білорусії діяло 587 організацій, що займаються розміщенням туристів, в тому числі 385 готелів. У всіх організаціях з розміщення туристів на 31 грудня 2018 року було 20 590 номерів одноразовою місткістю в 38 444 особи. Одноразова місткість готельних організацій в 2012-2018 роках в більшості областей зросла до 30%, в Гомельській області незначно скоротилася, в Мінську - зросла вдвічі до 11 431 місця. У 2018 році в організаціях з розміщення туристів було розміщено 2007 тис. осіб (970 тис. громадян Республіки Білорусь і 1037 тис. іноземців), середній коефіцієнт завантаженості - 31%. Найвищий відсоток завантаженості готелів і аналогічних організацій в 2018 році був зафіксований в Мінську - 41%, в областях він був ще нижче - від 24% у Вітебській і Могильовській областях до 30% в Брестській. В областях більшу частину розміщених осіб склали громадяни Республіки Білорусь, в Мінську - іноземні громадяни (600,9 тис. іноземців, 184,8 тис. громадян РБ) .
Абсолютна більшість готелів не мала категорії, 10 готелів мало категорію «2 зірки», 35 - 3 зірки, 5 - 4 зірки, 4 - 5 зірок. Найбільше організацій з розміщення туристів розташовано в Мінській і Вітебської областях (126 і 105 відповідно), найбільше готелів - в Брестській і Мінській областях (67 і 64 відповідно). У Мінську розташовані всі готелі категорії «5 зірок», 4 з 5 готелів категорії «4 зірки» (п'ята - в Брестської області), 13 з 35 готелів категорії «3 зірки» (у кожній з областей - від 3 до 5). Близько половини організацій з розміщення туристів перебувають у державній власності (78 в республіканській, 193 - в комунальній, тобто місцевих органів влади) і в приватній власності, ще 20 - в іноземній власності (в тому числі 9 в Мінську) .

## Проблеми в сфері туризму
Проблеми в сфері туризму в Білорусії можна викласти наступним чином:
- протягом 5 днів турист зобов'язаний зареєструватися в найближчому відділенні міліції. Реєстрація платна, вартість залежить від терміну перебування в країні;
- дефіцит кваліфікованих кадрів у сфері організації туризму;
- відсутність системи підготовки, перепідготовки та підвищення кваліфікації кадрів у сфері туризму, що відповідає світовим стандартам;
- низька якість реклами турпродукту;
- слабка інформованість потенційних туристів про номенклатуру та якість вітчизняного і світового ринку туристичних послуг, що дозволяє деяким турфірмам давати споживачеві неправдиву інформацію;
- низькі темпи зростання в'їзного туризму внаслідок поганої якості сервісу, невідповідності матеріальної бази туризму міжнародним стандартам [7].

## Маршрути
У список об'єктом всесвітньої спадщини ЮНЕСКО включено 4 об'єкти - Біловезька пуща (спільно з Польщею), Мирський замок, Несвізький замок і білоруська ділянка Дуги Струве.

### Міста
Чимало міст в Білорусії мають довгу історію. У багатьох збереглися цікаві пам'ятки. Серед найпопулярніших серед туристів міст Білорусії:
- Брест
- Вітебськ
- Гомель
- Гродно
- Мінськ
- Несвіж
- Полоцьк

### Садиби
Представляють туристичний інтерес, мають свою класифікацію. Садиби класифікуються за категоріями - від 4 ( «Над Німаном» - Гродненська область, Людський район, «Плещеніци» Мінська область, Логойський район, «Розета» - Вітебська область, Браславський район ) та нижче.

### Монастирі
У Білорусії є кілька відомих православних монастирів. Серед них особливе місце займає полоцкий Спасо-Єфросиніївський монастир та Свято-Успенський Жировичського ставропігійного чоловічого монастиря.

### Гірськолижні комплекси
Взимку туристи відвідують гірськолижні комплекси: Якутські гори, Логойськ, Силичі, Альпійський сніг. 

## Сфера туристичних послуг

### Харчування
Підприємств громадського харчування в Білорусі досить для задоволення запитів туристів. Винятком можуть стати хіба що невеликі села. У плані кухні якесь розмаїття представлено тільки в великих містах рівня обласних центрів. Повсюдно представлені російська і білоруська кухні. Найвідомішими (за кордоном) стравами білоруської кухні є картопля, деруни, сало, полядвица.

### Транспорт
- Залізниці і автомобільний транспорт - основні види транспортного сполучення в країні. Мережа залізниць орієнтована на головну магістраль, що проходить через Оршу, Мінськ і Брест, яка з'єднує Білорусію з Москвою і Санкт-Петербургом на сході і Варшавою на заході.
- Національний аеропорт «Мінськ» є головним повітряним портом Білорусії. За технічними характеристиками він не має собі рівних в республіці. Аеропорт «Мінськ» знаходиться в 50 км (30 миль) від Мінська. На площах аеровокзалу виявляється ряд послуг для авіапасажирів. Працюють відділення банку і пункт обміну валют, відкриті два ресторани, кафе, бари, мережа магазинів і кіосків, медпункт, пункти прокату автомобілів, таксі, поштове відділення, перукарня і т. д. [9]
- Автомобільні дороги Білорусії - прокладені територією Республіки Білорусь республіканські (в тому числі національний сегмент міжнародних), місцеві та відомчі дороги для руху автомобільного транспорту. Всього в Білорусії більш ніж 83 тис. км доріг загального користування і близько 200 тис. км відомчих (сільськогосподарських, промислових підприємств, лісових та ін.), в тому числі 10 тис. км в містах та населених пунктах.

## Агротуризм (сільський туризм)
Білорусія приваблює туристів різноманітністю мальовничих зелених районів, де можуть змінюватися величезні зелені луки, густі лісові масиви, чисті озера і річки, і, звичайно, болота, якими славиться ця місцевість .
Останнім часом набирає все більшої сили. У порівнянні з іншими країнами ще дуже слабкий. Основні об'єкти: 
- Мінська область: Вілейка, Нароч, Несвіж, Смиловичі
- Брестська область: Жабинка, Пружани
- Гродненська область: Березовка, Зельва, Островець

Є також і в Могильовській області .
Мережа агросадиб республікою розширюється щороку: на 1 січня 2009 року в Білорусі налічувалося 474 агроекосадиби - в 2,5 рази більше в порівнянні з 2007 роком. У лідерах за кількістю таких місць відпочинку - Вітебська і Мінська області (157 та 125 агроекосадиб відповідно) .
За даними ГО « Агро-і екотуризм », реально працюють приблизно 250 садиб. У 2007 році в Республіці було 18 тисяч агротуристів, в 2008 році - вже 39 тисяч (залишили 2 млрд білоруських рублів ) .

### Проекти
Міністерство спорту і туризму Республіки Білорусь: створення уздовж кордону комбінованих турів з сусідніми країнами: Литвою, Латвією, Польщею .

## Державний нагляд за іноземними туристами
У 2016 році законодавчо встановлено, що готелі, готелі та інші місця тимчасового проживання зобов'язані надавати в міліцію відомості про іноземців протягом трьох годин з моменту їх заселення .